# Екыльчак
Екыльчак (в верхнем течении — Большой Екыльчак) — река в Томской области России. Большей частью протекает вдоль границы Парабельского и Каргасокского районов. Устье реки находится в 207 км по левому берегу реки Чижапки. Длина реки составляет 198 км, площадь водосборного бассейна — 1200 км².

### Притоки
(км от устья)
- 81 км: река Квензер (пр)
- ? км: река Шинга (лв)
- ? км: река Куджи (лв)
- 168 км: река Малый Екыльчак (пр)
- ? км: река Пёрличка (лв)

## Данные водного реестра
По данным государственного водного реестра России относится к Верхнеобскому бассейновому округу, водохозяйственный участок реки — Васюган, речной подбассейн реки — Васюган. Речной бассейн реки — (Верхняя) Обь до впадения Иртыша.